# あなたが振り返るとき
『あなたが振り返るとき』（あなたがふりかえるとき）は、花井愛子による日本の小説。イラストは林明日子が担当している。小学館パレット文庫（小学館）より1993年に刊行された。また、小説が刊行された同年にOVA化も行われている。

## 登場人物
水穂
声 - 荒木香恵

華名子
声 - 久川綾

晴彦
声 - 古本新之輔

秀継
声 - 宮下直紀

里加子
声 - 南杏子

由実
声 - 浦和めぐみ

涼
声 - 子安武人

一輝
声 - 菅原正志

亜子
声 - 戸田恵子

## 既刊一覧
- 花井愛子（著） / 林明日子（イラスト） 『あなたが振り返るとき』 小学館〈小学館パレット文庫〉、1993年4月発行、ISBN 4-09-420090-8

## OVA
三部構成になっている。あえてキャラクターの口パクを作らず、動きもオーバーラップで表現し、コミック的な手法と音楽でオシャレに綴った爽やかな青春ストーリーで、約30分の作品。

### ストーリー
- Story 1：FU・WA・FU・WA

海堂高校新入生の水穂は、スキー部の先輩、晴彦に片思い。親友の華名子が一生懸命に後押しするが告白できない。スキー部の合宿で、晴彦にかかりきりでコーチしてもらうが全然上達しない水穂。そんな水穂に他の女子部員が嫌がらせを仕掛けて、水穂は捻挫してしまう。ロッジで晴彦と二人きりになるチャンスが到来するが…。
- Story 2：ホワイト・バレンタイン

晴彦の幼なじみの秀継は、ぶっきらぼうだけど水穂のことをちゃんと理解している。バレンタインのチョコに想いを込めるのは誰？華名子の本当に好きな人は誰？時はもう卒業の時期。桜の舞う中でどんな別れが…。
- Story 3：神様のシナリオ

再び冬のロッジにやってきた、晴彦、秀継、水穂、華名子たち。運動ならなんでもOK、行動派の華名子はスノーボードをコーチしてもらい、すぐ上達する。エキジビションがあり、そして夜のパーティ。早朝のゲレンデの頂上で、それぞれの想いをスキーに託して滑り降りていく。そんな彼らに神様はどんなシナリオを用意したのでしょう…。

### スタッフ
- 原作 - 花井愛子（小学館パレット文庫刊）[1]
- 脚本・監督 - 花井愛子[1]
- エグゼクティブ・プロデュサー - 森川卓夫
- プロデューサー - 山川榮一、吉田 隆、波多野恒正、室氷昭司
- 企画協力 - 山川紀生
- アニメーション・スーパーバイザー - 山田勝久
- 絵コンテ・演出 - 玉野陽美
- キャラクターデザイン - 林明日子[1]
- 作画監督 - 恭塚まさ子
- 美術監督 - 金子正幸
- 撮影監督 - 熊谷幌史、藤田 実
- 音響監督 - 本田保則
- 音楽 - 大野雄二[1]
- アニメーション制作 - グルーパープロダクション
- 製作・著作・発売元 - 日本コロムビア株式会社